# Konrad IV. von Schöneck

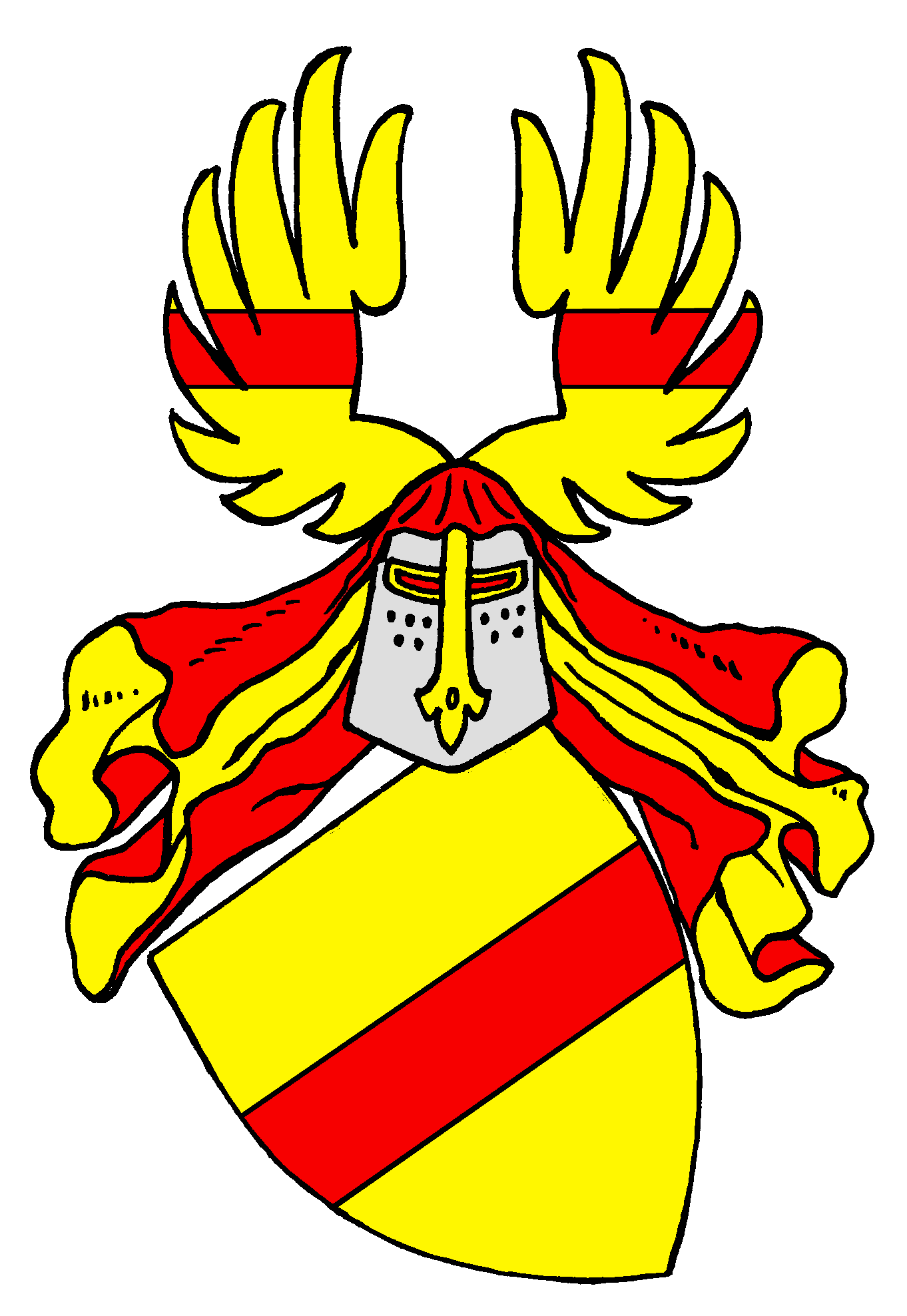
Wappen der Herren von Schöneck

Konrad IV. von Schöneck, oft auch Cuno von Schöneck († 25. Juni 1329) war Bischof von Worms.

## Leben und Wirken
Konrad war der Sohn des Hermann von Schöneck und seiner Gattin Elisabeth, sowie der Neffe von Simon von Schöneck und Emmerich von Schöneck, zweier Bischöfe von Worms, denen er nachfolgte. Er stammte aus dem Geschlecht der Herren von Schöneck aus dem Hunsrück.
Konrad von Schöneck amtierte seit mindestens 1310 als Domkustos von Worms. 1318 wird er nochmals in dieser Eigenschaft und auch als Propst des St. Walpurgisstifts Weilburg genannt.
Nach kurzer Amtszeit des Vorgängers Heinrich III. von Daun, wurde er am 11. August 1319, per compromissum, zum Bischof von Worms gewählt. Die päpstliche Bestätigung erfolgte am 16. Oktober des Jahres, am 30. Oktober hielt der neue Oberhirte seinen feierlichen Einzug in Worms. Am Fest Kathedra Petri 1321 ließ sich Konrad von Schöneck die Bischofsweihe erteilen.
Dem Oberhirten wird die Förderung der Wissenschaft und Frömmigkeit nachgesagt. In seinem Bistum Worms begründete er im Jahr 1320 die Feier des Fronleichnamsfestes. Er regierte seine Diözese 20 Jahre lang und starb am 25. Juni 1329.